# Persone di nome Giuseppe/Pittori
| Questa pagina contiene informazioni ricavate automaticamente dalle voci biografiche con l'ausilio del template Bio e di un bot. L'aggiornamento è periodico e automatico e ricostruisce completamente la pagina. Se manca una persona in questa lista, sei pregato di non aggiungerla, ma accertati piuttosto che la sua voce biografica contenga il template Bio e che i dati anagrafici siano correttamente compilati. Se il template Bio manca, inseriscilo tu stesso o, in alternativa, metti l'avviso {{tmp\|Bio}} che ne segnala la mancanza. Se i dati riportati sono sbagliati, correggi direttamente la voce biografica; le modifiche saranno visibili in questa lista entro pochi giorni. Per chiarimenti vedi il progetto antroponimi. La lista contiene solo le 300 persone che sono citate nell'enciclopedia e per le quali è stato implementato correttamente il template Bio. Pagina aggiornata al 23 mag 2025. |

Questa è una lista di persone presenti nell'enciclopedia che hanno il nome Giuseppe e sono pittori.

## A(20)
- Giuseppe Abbati, pittore e patriota italiano (Napoli, n. 1836 - Firenze, † 1868)
- Giuseppe Agellio, pittore italiano (Sorrento, n. 1570 - † 1650)
- Giuseppe Aguiari, pittore italiano (Venezia, n. 1843 - Buenos Aires, † 1885)
- Giuseppe Ajmone, pittore italiano (Carpignano Sesia, n. 1923 - Romagnano Sesia, † 2005)
- Giuseppe Alabardi, pittore e scenografo italiano (Venezia)
- Giuseppe Alberti, pittore, architetto e presbitero italiano (Tesero, n. 1640 - Cavalese, † 1716)
- Giuseppe Alinovi, pittore italiano (Parma, n. 1811 - Parma, † 1848)
- Giuseppe Altana, pittore italiano (Torino, n. 1886 - Ozieri, † 1975)
- Giuseppe d'Alvino, pittore, scultore e architetto italiano (Palermo, n. 1550 - Palermo, † 1611)
- Giuseppe Amatore, pittore italiano (Brescia)
- Giuseppe Amisani, pittore italiano (Mede Lomellina, n. 1881 - Portofino, † 1941)
- Giuseppe Andreoli, pittore italiano (San Possidonio, n. 1720 - Mirandola, † 1776)
- Giuseppe Angeli, pittore italiano (Venezia, n. 1709 - Venezia, † 1798)
- Giuseppe Aprea, pittore italiano (Napoli, n. 1876 - Napoli, † 1946)
- Giuseppe Ar, pittore italiano (Lucera, n. 1898 - Napoli, † 1956)
- Giuseppe Arcimboldo, pittore italiano (Milano, n. 1527 - Milano, † 1593)
- Giuseppe Ardinghi, pittore italiano (Lucca, n. 1907 - Lucca, † 2007)
- Giuseppe Ariassi, pittore italiano (Brescia, n. 1825 - Brescia, † 1906)
- Giuseppe Aureli, pittore italiano (Roma, n. 1858 - Anzio, † 1929)
- Giuseppe Avanzi, pittore italiano (Ferrara, n. 1645 - Ferrara, † 1718)

## B(36)
- Giuseppe Badaracco, pittore italiano (Genova, n. 1588 - Genova, † 1657)
- Giuseppe Badiali, pittore e scenografo italiano (Bologna)
- Giuseppe Pietro Bagetti, pittore e architetto italiano (Torino, n. 1764 - Torino, † 1831)
- Giuseppe Balbo, pittore italiano (Bordighera, n. 1902 - Ventimiglia, † 1980)
- Giuseppe Baldrighi, pittore italiano (Stradella, n. 1722 - Parma, † 1803)
- Giuseppe Barison, pittore italiano (Trieste, n. 1853 - Trieste, † 1931)
- Giuseppe Baroffio, pittore svizzero (Mendrisio, n. 1692 - † 1778)
- Giuseppe Barone, pittore italiano (Militello in Val di Catania, n. 1887 - Catania, † 1956)
- Giuseppe Baroni, pittore e incisore italiano († 1730)
- Giuseppe Gioacchino Barozzi, pittore italiano (Bologna - † 1780)
- Giuseppe Bartolini, pittore italiano (Viareggio, n. 1938)
- Giuseppe Bastiani, pittore italiano (Macerata)
- Giuseppe Giacomo Battig, pittore italiano (Gorizia, n. 1820 - Venezia, † 1852)
- Giuseppe Bazzani, pittore italiano (Mantova, n. 1690 - Mantova, † 1769)
- Giuseppe Beltrone, pittore italiano (Crotone, n. 1851 - New York, † 1922)
- Giuseppe Benassai, pittore italiano (Reggio Calabria, n. 1835 - Reggio Calabria, † 1878)
- Giuseppe Bertini, pittore italiano (Milano, n. 1825 - Milano, † 1898)
- Nino Bertocchi, pittore, scrittore e critico d'arte italiano (Bologna, n. 1900 - Monzuno, † 1956)
- Giuseppe Bezzuoli, pittore italiano (Firenze, n. 1784 - Firenze, † 1855)
- Giuseppe Biagi, pittore italiano (Viareggio, n. 1949)
- Giuseppe Biasi, pittore, incisore e illustratore italiano (Sassari, n. 1885 - Andorno Micca, † 1945)
- Giuseppe Bisi, pittore italiano (Genova, n. 1787 - Varese, † 1869)
- Giuseppe Bernardino Bison, pittore italiano (Palmanova, n. 1762 - Milano, † 1844)
- Giuseppe Boccaccio, pittore e scenografo italiano (Colorno, n. 1790 - Parma, † 1852)
- Giuseppe Boldini, pittore e patriota italiano (Venezia, n. 1822 - Mogliano Veneto, † 1898)
- Giuseppe Bonito, pittore italiano (Castellammare di Stabia, n. 1707 - Napoli, † 1789)
- Giuseppe Bonolis, pittore italiano (Teramo, n. 1800 - Napoli, † 1851)
- Giuseppe Mattia Borgnis, pittore italiano (Craveggia, n. 1701 - West Wycombe, † 1761)
- Giuseppe Borsato, pittore italiano (Toppo, n. 1770 - Venezia, † 1849)
- Giuseppe Bortignoni il Giovane, pittore italiano (Bologna - † 1925)
- Giuseppe Bortignoni il Vecchio, pittore e incisore italiano (Bassano del Grappa, n. 1778 - † 1860)
- Giuseppe Boschetto, pittore italiano (Napoli, n. 1841 - Napoli, † 1918)
- Giuseppe Bossi, pittore, scrittore e collezionista d'arte italiano (Busto Arsizio, n. 1777 - Milano, † 1815)
- Giuseppe Bottani, pittore italiano (Cremona, n. 1717 - Mantova, † 1784)
- Giuseppe Bottero, pittore, ingegnere e militare italiano (Asti, n. 1846 - Torino, † 1930)
- Giuseppe Bramieri, pittore italiano

## C(41)
- Giuseppe Antonio Caccioli, pittore italiano (Bologna, n. 1672 - Bologna, † 1740)
- Giuseppe Cades, pittore italiano (Roma, n. 1750 - Roma, † 1799)
- Giuseppe Calcia, pittore italiano (Genova)
- Giuseppe Calì, pittore maltese (La Valletta, n. 1846 - La Valletta, † 1930)
- Giuseppe Camerata, pittore italiano (Venezia, n. 1676 - Venezia, † 1762)
- Giuseppe Camerata, pittore, incisore e miniaturista italiano (Venezia, n. 1718 - Dresda, † 1793)
- Giuseppe Cammarano, pittore italiano (Sciacca, n. 1766 - Napoli, † 1850)
- Giuseppe Canella, pittore italiano (Verona, n. 1788 - Firenze, † 1847)
- Giuseppe Capogrossi, pittore italiano (Roma, n. 1900 - Roma, † 1972)
- Giuseppe Carelli, pittore italiano (Napoli, n. 1858 - Portici, † 1921)
- Giuseppe Carnelli, pittore italiano (Bergamo, n. 1838 - Bergamo, † 1909)
- Giuseppe Carosi, pittore e incisore italiano (Roma, n. 1883 - † 1965)
- Giuseppe Carrera, pittore italiano (Trapani - Palermo, † 1630)
- Giuseppe Carta, pittore e scultore italiano (Palermo, n. 1809 - Palermo, † 1889)
- Giuseppe Casciaro, pittore italiano (Ortelle, n. 1861 - Napoli, † 1941)
- Giuseppe Caselli, pittore italiano (Luzzara, n. 1893 - La Spezia, † 1976)
- Giuseppe Cassioli, pittore e scultore italiano (Firenze, n. 1865 - Firenze, † 1942)
- Giuseppe Antonio Castelli, pittore italiano (Monza - Monza, † 1724)
- Giuseppe Casucci, pittore italiano (Roccastrada, n. 1877 - Mendoza, † 1964)
- Giuseppe Catani Chiti, pittore e scultore italiano (Prato, n. 1866 - Firenze, † 1945)
- Giuseppe Cavaleri, pittore e scultore italiano (Grotteria, n. 1829 - † 1880)
- Cavalier d'Arpino, pittore italiano (Arpino, n. 1568 - Roma, † 1640)
- Giuseppe Ceccarini, pittore italiano (Roma, n. 1742 - Fano, † 1811)
- Giuseppe Cecchetto, pittore e architetto italiano (Padova, n. 1876 - Padova, † 1951)
- Giuseppe Cellini, pittore e decoratore italiano (Roma, n. 1855 - Roma, † 1940)
- Giuseppe Cerrina, pittore italiano (Murazzano, n. 1882 - Murazzano, † 1959)
- Giuseppe Cesetti, pittore italiano (Tuscania, n. 1902 - Tuscania, † 1990)
- Giuseppe Bartolomeo Chiari, pittore italiano (Roma, n. 1654 - Roma, † 1727)
- Giuseppe Chiari, pittore e compositore italiano (Firenze, n. 1926 - Firenze, † 2007)
- Giuseppe Chiarolanza, pittore italiano (Miano, n. 1864 - Napoli, † 1920)
- Giuseppe Ciani, pittore e scrittore italiano (Bellegra, n. 1937)
- Giuseppe Ciaranfi, pittore italiano (Pistoia, n. 1838 - Firenze, † 1902)
- Beppe Ciardi, pittore italiano (Venezia, n. 1875 - Quinto di Treviso, † 1932)
- Giuseppe Cignaroli, pittore italiano (Verona, n. 1726 - Verona, † 1796)
- Giuseppe Colarieti Tosti, pittore, scultore e ceramista italiano (Rieti, n. 1873 - Rieti, † 1949)
- Giuseppe Collignon, pittore italiano (Castelnuovo Berardenga, n. 1778 - Firenze, † 1863)
- Giuseppe Cominetti, pittore italiano (Salasco, n. 1882 - Roma, † 1930)
- Giuseppe Costa, pittore italiano (Napoli, n. 1852 - Napoli, † 1912)
- Giuseppe Craffonara, pittore italiano (Riva del Garda, n. 1790 - Riva del Garda, † 1837)
- Giuseppe Maria Crespi, pittore italiano (Bologna, n. 1665 - Bologna, † 1747)
- Giuseppe Crestadoro, pittore italiano (Palermo, n. 1711 - Messina, † 1808)

## D(14)
- Giuseppe De Dominici, pittore e miniaturista italiano (Rossa, n. 1758 - † 1840)
- Giuseppe De Gregorio, pittore italiano (Spoleto, n. 1920 - Spoleto, † 2007)
- Giuseppe De Luigi, pittore italiano (Bigarello, n. 1908 - Genova, † 1982)
- Giuseppe De Mattia, pittore e avvocato italiano (Noicattaro, n. 1803 - Noicattaro, † 1895)
- Giuseppe De Nigris, pittore italiano (Foggia, n. 1832 - Marano di Napoli, † 1903)
- Giuseppe De Nittis, pittore italiano (Barletta, n. 1846 - Saint-Germain-en-Laye, † 1884)
- Giuseppe De Sanctis, pittore italiano (Napoli, n. 1858 - Napoli, † 1924)
- Giuseppe Desiato, pittore e fotografo italiano (Napoli, n. 1935 - Napoli, † 2024)
- Giuseppe Diamantini, pittore, incisore e poeta italiano (Fossombrone, n. 1623 - Venezia, † 1705)
- Giuseppe Diotti, pittore italiano (Casalmaggiore, n. 1779 - Casalmaggiore, † 1846)
- Giuseppe Diziani, pittore e restauratore italiano (Venezia, n. 1732 - Venezia, † 1803)
- Giuseppe Drugman, pittore italiano (Parma, n. 1810 - Parma, † 1846)
- Giuseppe Duprà, pittore italiano (Torino, n. 1703 - Torino, † 1784)
- Giuseppe del Moro, pittore italiano (Firenze - Firenze, † 1781)

## E(1)
- Giuseppe Errante, pittore italiano (Trapani, n. 1760 - Roma, † 1821)

## G(22)
- Giuseppe Gabani, pittore e disegnatore italiano (Senigallia, n. 1846 - Roma, † 1899)
- Giuseppe Gabardini, pittore e ingegnere aeronautico italiano (Torino, n. 1879 - Novara, † 1936)
- Giuseppe Gabbiani, pittore italiano (Barletta, n. 1862 - Barletta, † 1939)
- Giuseppe Galeotti, pittore italiano (Firenze, n. 1709 - Genova, † 1778)
- Fra Galgario, pittore italiano (Bergamo, n. 1655 - Bergamo, † 1743)
- Giuseppe Maria Galleppini, pittore italiano (Forlì, n. 1625 - Bologna, † 1650)
- Giuseppe Gambarini, pittore italiano (Bologna, n. 1680 - Casalecchio di Reno, † 1725)
- Giuseppe Gandolfo, pittore italiano (Catania, n. 1792 - Catania, † 1855)
- Giuseppe Ghedina, pittore italiano (Cortina d'Ampezzo, n. 1825 - Cortina d'Ampezzo, † 1898)
- Giuseppe Antonio Ghedini, pittore e architetto italiano (Ficarolo, n. 1707 - Ferrara, † 1791)
- Giuseppe Gherardi, pittore italiano (Piacenza, n. 1756 - Piacenza, † 1828)
- Giuseppe Ghezzi, pittore italiano (Comunanza, n. 1634 - Roma, † 1721)
- Giuseppe Giani, pittore italiano (Cerano d'Intelvi, n. 1829 - Torino, † 1885)
- Giuseppe Giorgi, pittore italiano (Borbona, n. 1950)
- Giuseppe Teosa, pittore italiano (Chiari, n. 1760 - Brescia, † 1848)
- Giuseppe Gorni, pittore, scultore e incisore italiano (Quistello, n. 1894 - Domodossola, † 1975)
- Giuseppe Gozzini, pittore e illustratore italiano (Livorno, n. 1806 - Ferrara, † 1886)
- Giuseppe Gaetano Grimaldi, pittore italiano (Tropea, n. 1690 - Tropea, † 1748)
- Giuseppe Guarnaccia, pittore italiano (Catania)
- Giuseppe Guerreschi, pittore italiano (Milano, n. 1929 - Saint-Laurent-du-Var, † 1985)
- Giuseppe Guindani, pittore italiano (Mantova, n. 1886 - Mantova, † 1946)
- Giuseppe Guzzardi, pittore italiano (Adrano, n. 1845 - Firenze, † 1914)

## I(1)
- Giuseppe Isola, pittore italiano (Genova, n. 1808 - Genova, † 1893)

## L(6)
- Giuseppe Lacedelli, pittore italiano (Cortina d'Ampezzo, n. 1774 - Vienna, † 1832)
- Giuseppe Lallich, pittore italiano (Spalato, n. 1867 - Roma, † 1953)
- Giuseppe Antonello Leone, pittore, scultore e poeta italiano (Pratola Serra, n. 1917 - Napoli, † 2016)
- Giuseppe Augusto Levis, pittore italiano (Chiomonte, n. 1879 - Racconigi, † 1926)
- Giuseppe Fierino Lucchini, pittore italiano (San Giorgio di Mantova, n. 1907 - Casalmaggiore, † 2001)
- Giuseppe Antonio Luchi, pittore italiano (Borgo a Mozzano, n. 1709 - Borgo a Mozzano, † 1774)

## M(33)
- Giuseppe Macinata, pittore italiano (Bergamo, n. 1807 - Bergamo, † 1874)
- Giuseppe Magnani, pittore italiano (San Benedetto Po, n. 1913 - Sassari, † 2007)
- Giuseppe Malagodi, pittore italiano (Cento, n. 1890 - Roma, † 1968)
- Giuseppe Mancinelli, pittore italiano (Napoli, n. 1813 - Palazzolo di Castrocielo, † 1875)
- Giuseppe Manfredini, pittore italiano (Milano - Brescia, † 1815)
- Giuseppe Manzone, pittore italiano (Asti, n. 1887 - Torino, † 1983)
- Giuseppe Marchesi, pittore italiano (Bologna, n. 1699 - Bologna, † 1771)
- Giuseppe Marchetti, pittore italiano (Forlì, n. 1721 - Forlì, † 1801)
- Giuseppe Martinelli, pittore italiano (Viareggio, n. 1930 - Milano, † 2016)
- Giuseppe Marullo, pittore italiano (Orta di Atella - Napoli, † 1685)
- Giuseppe Mascarini, pittore italiano (Bologna, n. 1877 - Milano, † 1954)
- Giuseppe Mastroleo, pittore italiano (Napoli, n. 1676 - Napoli, † 1744)
- Giuseppe Mazza, pittore italiano (Milano, n. 1817 - Milano, † 1884)
- Giuseppe Mazzei, pittore italiano (Portoferraio, n. 1867 - Fiume, † 1944)
- Giuseppe Gaudenzio Mazzola, pittore italiano (Valduggia, n. 1748 - Milano, † 1838)
- Giuseppe Mazzuoli, pittore italiano (Ferrara - † 1589)
- Giuseppe Meda, pittore, architetto e ingegnere italiano (n. 1534 - † 1599)
- Giuseppe Melani, pittore italiano (Pisa, n. 1673 - † 1747)
- Giuseppe Menozzi, pittore italiano (Mirandola, n. 1956)
- Giuseppe Mentessi, pittore italiano (Ferrara, n. 1857 - Milano, † 1931)
- Giuseppe Micali, pittore italiano (Messina, n. 1860 - Roma, † 1944)
- Giuseppe Migneco, pittore italiano (Messina, n. 1903 - Milano, † 1997)
- Giuseppe Milesi, pittore italiano (San Giovanni Bianco, n. 1915 - Roma, † 2001)
- Giuseppe Miotello, pittore italiano (Padova, n. 1930 - Venezia, † 2002)
- Giuseppe Modica, pittore e incisore italiano (Mazara del Vallo, n. 1953)
- Giuseppe Modorati, pittore italiano (Milano, n. 1827 - Carate Brianza, † 1923)
- Giuseppe Molteni, pittore, restauratore e museologo italiano (Affori, n. 1800 - Milano, † 1867)
- Giuseppe Montanari, pittore italiano (Osimo, n. 1889 - Varese, † 1976)
- Giuseppe Moretto, pittore italiano (Portogruaro)
- Giuseppe Moriani, pittore italiano
- Giuseppe Moricci, pittore e disegnatore italiano (Firenze, n. 1806 - Firenze, † 1879)
- Giuseppe Moroni, pittore italiano (Cremona, n. 1888 - Roma, † 1959)
- Giuseppe Mozzoni, pittore italiano (Gardone Val Trompia, n. 1887 - Brescia, † 1978)

## N(6)
- Giuseppe Nicola Nasini, pittore italiano (Castel del Piano, n. 1657 - Siena, † 1736)
- Giuseppe Natali, pittore italiano (Casalmaggiore, n. 1652 - † 1722)
- Giuseppe Naudin, pittore italiano (Parma, n. 1792 - Parma, † 1872)
- Giuseppe Nogari, pittore italiano (Venezia, n. 1699 - Venezia, † 1763)
- Giuseppe Novello, pittore e illustratore italiano (Codogno, n. 1897 - Codogno, † 1988)
- Giuseppe Nuvolone, pittore italiano (Milano, n. 1619 - † 1703)

## O(3)
- Giuseppe Antonio Orelli, pittore svizzero (Locarno, n. 1706 - Locarno, † 1776)
- Pippo Oriani, pittore italiano (Torino, n. 1909 - Roma, † 1972)
- Giuseppe Orioli, pittore italiano (Mantova, n. 1681 - Mantova, † 1750)

## P(28)
- Giuseppe Paladino, pittore italiano (Messina, n. 1721 - Messina, † 1794)
- Giuseppe Palanti, pittore, illustratore e scenografo italiano (Milano, n. 1881 - Milano, † 1946)
- Giuseppe Palizzi, pittore italiano (Lanciano, n. 1812 - Parigi, † 1888)
- Giuseppe Palmieri, pittore italiano (Genova, n. 1674 - Genova, † 1740)
- José Pancetti, pittore brasiliano (Campinas, n. 1902 - Rio de Janeiro, † 1958)
- Giuseppe Pascaletti, pittore italiano (Fiumefreddo Bruzio, n. 1699 - Napoli, † 1757)
- Roberto Pasotti, pittore svizzero (Bellinzona, n. 1933)
- Giuseppe Passeri, pittore italiano (Roma, n. 1654 - Roma, † 1714)
- Giuseppe Pastore, pittore, scenografo e regista italiano (Venezia, n. 1935 - Foligno, † 1999)
- Giuseppe Pauri, pittore italiano (San Benedetto del Tronto, n. 1882 - Ascoli Piceno, † 1949)
- Giuseppe Pedretti, pittore italiano (Bologna, n. 1697 - Bologna, † 1778)
- Giuseppe Pellizza da Volpedo, pittore italiano (Volpedo, n. 1868 - Volpedo, † 1907)
- Giuseppe Pende, pittore e scultore italiano (Casamassima, n. 1914 - Fermo, † 2001)
- Giuseppe Perovani, pittore italiano (Brescia, n. 1765 - Messico, † 1835)
- Giuseppe Perracini, pittore italiano (Mirandola, n. 1672 - Bologna, † 1754)
- Giuseppe Antonio Petrini, pittore svizzero (Carona, n. 1677 - Carona, † 1759)
- Giuseppe Ferdinando Piana, pittore italiano (Ceriana, n. 1864 - Bordighera, † 1956)
- Giuseppe Antonio Pianca, pittore italiano (Agnona, n. 1703 - Milano, † 1762)
- Giuseppe Piattoli, pittore e incisore italiano (n. 1748 - † 1834)
- Giuseppe Pierotti, pittore e scultore italiano (Castelnuovo di Garfagnana, n. 1826 - Castelnuovo di Garfagnana, † 1884)
- Giuseppe Pinzani, pittore italiano (Firenze, n. 1679 - † 1740)
- Giuseppe Maria Pisani, pittore italiano (Serra San Bruno, n. 1851 - Serra San Bruno, † 1923)
- Giuseppe Pognante, pittore italiano (Saint-Rambert-en-Bugey, n. 1894 - Susa, † 1985)
- Giuseppe Poli, pittore italiano (Alzano Lombardo, n. 1770 - Bergamo)
- Giuseppe Porta, pittore italiano (Castelnuovo di Garfagnana, n. 1520 - Venezia, † 1575)
- Giuseppe Prepositi, pittore italiano (Atri - Atri)
- Giuseppe Preziosi, pittore e architetto italiano (Terni, n. 1895 - Roma, † 1973)
- Giuseppe Puglia, pittore italiano (Roma, n. 1600 - † 1636)

## Q(1)
- Giuseppe Quaglio, pittore e scenografo italiano (Laino, n. 1747 - Monaco di Baviera, † 1828)

## R(14)
- Giuseppe Raggio, pittore italiano (Chiavari, n. 1823 - Roma, † 1916)
- Giuseppe Rapisardi, pittore italiano (Catania, n. 1799 - Catania, † 1853)
- Giuseppe Ravegnani, pittore, decoratore e scenografo italiano (Rimini, n. 1832 - Ferrara, † 1918)
- Giuseppe Razzetti, pittore italiano (Mantova, n. 1801 - † 1888)
- Giuseppe Recco, pittore italiano (Napoli, n. 1634 - Alicante, † 1695)
- Giuseppe Renda, pittore italiano (Alcamo, n. 1772 - Palermo, † 1805)
- Giuseppe Ricci, pittore italiano (Genova, n. 1853 - Torino, † 1901)
- Giuseppe Riccobaldi del Bava, pittore e illustratore italiano (Firenze, n. 1887 - Genova, † 1976)
- Giuseppe Rillosi, pittore italiano (Bergamo, n. 1811 - Bergamo, † 1884)
- Giuseppe Riva, pittore italiano (Ivrea, n. 1834 - Ivrea, † 1916)
- Giuseppe Riva, pittore italiano (Bergamo, n. 1861 - Bergamo, † 1948)
- Pippo Rizzo, pittore e scultore italiano (Corleone, n. 1897 - Palermo, † 1964)
- Giuseppe Rolli, pittore e incisore italiano (Bologna, n. 1645 - † 1727)
- Giuseppe Romei, pittore italiano (Firenze, n. 1714 - Livorno, † 1785)

## S(20)
- Giuseppe Sabatelli, pittore italiano (Milano, n. 1813 - Firenze, † 1843)
- Giuseppe Sacheri, pittore italiano (Genova, n. 1863 - Pianfei, † 1950)
- Giuseppe Salerno, pittore italiano (Gangi, n. 1573 - † 1632)
- Giuseppe Salvatori, pittore italiano (Roma, n. 1955)
- Giuseppe Sani, pittore italiano (Ferrara, n. 1869 - Argenta, † 1943)
- Giuseppe Santelli, pittore italiano (Signa, n. 1880 - Signa, † 1956)
- Giuseppe Santi, pittore italiano (Bologna, n. 1761 - Ferrara, † 1825)
- Giuseppe Santomaso, pittore italiano (Venezia, n. 1907 - Venezia, † 1990)
- Giuseppe Sartori, pittore italiano (Venezia, n. 1863 - Padova, † 1922)
- Giuseppe Sauli D'Igliano, pittore italiano (Torino, n. 1853 - † 1928)
- Giuseppe Scarlattei, pittore italiano (L'Aquila, n. 1886 - L'Aquila, † 1962)
- Giuseppe Sciuti, pittore italiano (Zafferana Etnea, n. 1834 - Roma, † 1911)
- Giuseppe Maria Scotese, pittore e regista italiano (Monteprandone, n. 1916 - Roma, † 2002)
- Beppe Serafini, pittore italiano (Montelupo Fiorentino, n. 1915 - Montelupo Fiorentino, † 1987)
- Giuseppe Servolini, pittore italiano (n. 1748 - † 1834)
- Giuseppe Simonelli, pittore italiano (Napoli, n. 1650 - Napoli, † 1710)
- Giuseppe Sogni, pittore italiano (Robbiano, n. 1795 - Milano, † 1874)
- Giuseppe Solenghi, pittore italiano (Milano, n. 1879 - Cernobbio, † 1944)
- Giuseppe Spina, pittore italiano (Licata, n. 1790 - † 1861)
- Pippi Starace, pittore italiano (Lecce, n. 1904 - Roma, † 1977)

## T(16)
- Giuseppe Tadonio, pittore italiano (Cava de' Tirreni, n. 1923 - Forlì, † 1996)
- Giuseppe Tamo da Brescia, pittore italiano (Sicilia, n. 1686 - Biancavilla, † 1731)
- Giuseppe Maria Terreni, pittore italiano (Livorno, n. 1739 - Livorno, † 1811)
- Giuseppe Testi, pittore italiano (Ravenna, n. 1910 - Inverigo, † 1993)
- Giuseppe Toma, pittore e scultore italiano (Novoli, n. 1935)
- Giuseppe Tomasi, pittore italiano (Tortorici, n. 1610 - † 1672)
- Giuseppe Tomasini, pittore italiano (Vicenza, n. 1652)
- Giuseppe Tominz, pittore italiano (Gorizia, n. 1790 - Gradiscutta, † 1866)
- Giuseppe Tonelli, pittore italiano (Firenze, n. 1668 - Firenze, † 1732)
- Giuseppe Antonio Maria Torricelli, pittore svizzero (Lugano, n. 1710 - Lugano, † 1808)
- Giuseppe Tortelli, pittore italiano (Chiari, n. 1662 - Brescia, † 1738)
- Giuseppe Antonio Tosi, pittore italiano (Oleggio, n. 1671 - † 1764)
- Giuseppe Tresca, pittore italiano (Sciacca, n. 1710 - Palermo, † 1795)
- Giuseppe Turbini, pittore italiano (Piacenza, n. 1702 - Piacenza, † 1788)
- Giuseppe Turchi, pittore italiano (Savignano di Romagna, n. 1759 - † 1799)
- Giuseppe Turchi, pittore italiano (Sezze, n. 1840 - Singapore, † 1895)

## U(3)
- Giuseppe Ugolini, pittore italiano (Reggio nell'Emilia, n. 1826 - San Felice Circeo, † 1897)
- Giuseppe Ugonia, pittore e litografo italiano (Faenza, n. 1881 - Brisighella, † 1944)
- Giuseppe Uva, pittore italiano (Napoli, n. 1874 - † 1937)

## V(11)
- Giuseppe Vaccaj, pittore e politico italiano (Pesaro, n. 1836 - Pesaro, † 1912)
- Giuseppe Vaccaro, pittore e scultore italiano (Caltagirone, n. 1793 - Caltagirone, † 1866)
- Giuseppe Valeriano, pittore, architetto e gesuita italiano (L'Aquila, n. 1542 - Napoli, † 1596)
- Giuseppe Varotti, pittore italiano (Bologna, n. 1715 - Bologna, † 1780)
- Giuseppe Velasco, pittore italiano (Palermo, n. 1750 - Palermo, † 1827)
- Giuseppe Verani, pittore italiano (Torino, n. 1772 - Torino, † 1853)
- Giuseppe Vermiglio, pittore italiano
- Giuseppe Viggiani, pittore, scrittore e traduttore italiano (Napoli, n. 1892 - Napoli, † 1962)
- Giuseppe Viola, pittore italiano (Milano, n. 1933 - Milano, † 2010)
- Giuseppe Viviani, pittore e incisore italiano (San Giuliano Terme, n. 1898 - Pisa, † 1965)
- Giuseppe Vizzotto Alberti, pittore italiano (Oderzo, n. 1862 - Venezia, † 1931)

## Z(8)
- Giuseppe Zacco, pittore italiano (Catania, n. 1786 - Catania, † 1834)
- Giuseppe Zais, pittore italiano (Forno di Canale, n. 1709 - Treviso, † 1784)
- Giuseppe Zanatta, pittore italiano (Miasino, n. 1634 - † 1720)
- Giuseppe Zannoni, pittore italiano (Verona, n. 1849 - Monteforte d'Alpone, † 1903)
- Giuseppe Zattera, pittore italiano (Legnago, n. 1825 - Modena, † 1891)
- Giuseppe Zigaina, pittore e saggista italiano (Cervignano del Friuli, n. 1924 - Palmanova, † 2015)
- Giuseppe Zocchi, pittore, incisore e disegnatore italiano (Firenze, n. 1716 - Firenze, † 1767)
- Giuseppe Zola, pittore italiano (Brescia, n. 1672 - Ferrara, † 1743)